# Land Shark
Land Shark ist ein chinesischer Tierhorrorfilm aus dem Jahr 2020.

## Handlung
In einem geheimen unterirdischen Labor vor der Küste Chinas führt ein Unternehmen wissenschaftliche Experimente an Haien durch, um ein wirksames Heilmittel gegen Krebs zu finden. Als sie einen Hai jedoch mit der DNA eines Wurmes behandeln, mutiert dieser zu einer riesigen, aggressiven Bestie, zerstört das Labor und tötet die meisten der Mitarbeiter. Ein paar Wissenschaftler sowie der Hai-Experte Song Yi können sich an die Oberfläche retten, dort müssen sie allerdings feststellen, dass die Kreuzung der Hai- und der Wurm-DNA dazu geführt hat, dass der Hai sich nun auch in und über der Erde fortbewegen kann. Als das Ungeheuer Kurs auf eine Großstadt nimmt und beginnt, diese zu zerstören, gelingt es den Überlebenden des Labors, den Hai zurück in den Dschungel zu locken. Zwischenzeitlich erscheint der Besitzer des Forschungsunternehmens, der den Hai nun lieber als biologische Waffe verkaufen will, er fällt allerdings samt seiner Söldnertruppe dem Monster zum Opfer. Schlussendlich gelingt es Song Yi und den letzten Überlebenden, den Hai mit mehreren Granaten zu töten. Da das Tier aufgrund der Wurm-DNA jedoch in der Lage war, sich asexuell fortzupflanzen, existieren in einer Höhle bereits, von allen unbemerkt, kleine Nachkommen des Hais.

## Rezeption
Die Redaktion von Cinema vergibt 1 von 5 möglichen Sternen und urteilt: „Story? Wird überbewertet. Das Biest sieht aus wie Godzilla mit Flossen und Haigebiss. Originell geht anders.“ Auch das Portal Filmdienst vergibt nur 1 von 5 Sternen und bescheinigt dem Film, er sei „auch als unfreiwillig komischer Billighorror kaum goutierbar“. Die Internetplattform Actionfreunde vergibt eine deutlich positivere Einschätzung. Gelobt wird unter anderem das häufige und vor allem vordergründige Auftreten des Monsters, lediglich etwas mehr Blut und Trash-Szenen würden dem Film guttun.